# Ika (Chorwacja)
Ika – wieś w Chorwacji, w żupanii primorsko-gorskiej, w mieście Opatija. W 2011 roku liczyła 377 mieszkańców.